# Powiat de Kamień
Pour les articles homonymes, voir Kamień.
Le powiat de Kamień Pomorski (en polonais : powiat kamieński) est un powiat appartenant à la voïvodie de Poméranie occidentale dans le Nord-Ouest de la Pologne.

## Division administrative

Carte du powiat.

Le powiat de Kamień Pomorski comprend 6 communes :
- 5 communes urbaines-rurales : Dziwnów, Golczewo, Kamień Pomorski, Międzyzdroje et Wolin ;
- 1 commune rurale : Świerzno.